# Pierre Chiffelle
Pierre Chiffelle, né le 23 mars 1957 à Lausanne, est une personnalité politique suisse, qui était membre du parti socialiste. Il est conseiller d'État du canton de Vaud de 2002 à 2004.

## Biographie
Avocat de profession, il commence sa carrière politique en 1988 comme conseiller communal de Vevey. Élu, entre 1992 et 1995, au Grand Conseil du canton de Vaud, il rejoint en parallèle l'exécutif de sa commune dès 1994. Entre 1995 et 2002, il est député au Conseil national avant d'être élu au Conseil d'État du canton de Vaud en 2002, où il reprend le Département des institutions et des relations extérieures. Il démissionne de son poste en 2004 à la suite de troubles cardiaques persistants.  Bien qu'il ait siégé moins de deux ans et demi au gouvernement vaudois, il obtient une rente à vie d'environ 10 000 francs mensuels, ce qui suscite des controverses car son état de santé ne l'empêche pas de multiplier les activités professionnelles et politiques. 
Actuellement, il est avocat dans une étude à Vevey, auquel il s'est associé dès 1985. Il est également membre de l'Ordre des avocats vaudois.
Il est aussi conseiller juridique de la fondation Franz Weber, notamment concernant l'Initiative populaire « pour en finir avec les constructions envahissantes de résidences secondaires », qui fut acceptée par le peuple suisse, le 11 mars 2012. À la suite de cette votation, il se charge sur le plan juridique, du respect de la volonté du peuple, afin que cette initiative soit correctement mise en application face aux nombreux recours.[non pertinent]